# Александър Янков
Александър Янков, с пълно име Александър Янков Димов (по някои официални публикации) или Александър Димов Янков (по други официални публикации), е виден български и световноизвестен юрист (специализация: международно право), учен (член-кореспондент на БАН, професор, доктор), дипломат (посланик), политик от Българската комунистическа партия.
Той е единственият българин президент на Световната асоциация по международно право., сред основните автори на Конвенцията по морско право на ООН.

## Биография
Роден е в Бургас на 22 юни 1924 г. Член е на Работническия младежки съюз от 1940 г., а на БКП от 1947 г. През 1942 г. завършва гимназия в родния си град. От 1942 до 1944 г. е политически затворник.
След 9 септември 1944 г. става секретар на Градския комитет на РМС в Бургас. Завършва специалност „Право“ в Софийския университет през 1951 г.
Между 1951 и 1970 г. преподава в Софийския университет. В неговия Юридически факултет е асистент от 1951 г. и старши асистент от 1964 г. От 1954 до 1957 г. е секретар на Международния студентски съюз в Прага. Специализира международно право в Академията по международно право в Хага през 1961 г. Получава научната степен кандидат на юридическите науки през 1964 г. и е избран за главен асистент Същата година става секретар на Осми районен комитет на БКП. От 1965 до 1973 г. е доцент по международно право в Юридическия факултет на СУ, а от 1973 г. е професор в Катедрата по международно право и международни отношения в Юридическия факултет на СУ, която ръководи в периода 1980 – 1989 г.
От 1957 г. е консултант по международноправни въпроси на Министерството на външните работи на България. Представлява България в редица международни организации и конференции: в Комитета на ООН за мирно използване на морското дъно и е негов заместник-председател (1968 – 1973), в Международната морска организация и е председател на Осмата асамблея в Лондон през 1973 – 1974 г., на Третата конференция на ООН по морско право и е председател на Третия ѝ комитет на всички сесии през 1973 – 1982 г., и мн. др.
През 1965 г. става съветник в представителството на НРБ в Секретариата на ООН. Посланик е на България във Великобритания и Северна Ирландия от 1972 до 1976 г.. Постоянен представител е на България при ООН в Ню Йорк от 1976 до 1980 г.
През 1981 г. е избран за член-кореспондент на БАН. През 1988 – 1989 г. ръководи Секцията по международно право и международни отношения в Института за държавата и правото при БАН. През периода 1988 – 1991 г. е заместник-председател на БАН. Бил е член на Президиума и председател (1987 – 1989) на Съюза на научните работници в България, както и член на Централния съвет на Съюза на юристите в България.
През 1989 – 1990 г. е председател на Комитета за наука и висше образование и първи заместник-председател на Националния съвет за образование, наука и култура.
Член е на Комисията по международно право на ООН в Женева през 1977 – 1996 г., на Постоянния арбитражен съд в Хага от 1971 г., на Международния трибунал по морско право в Хамбург от 1 октомври 1996 г.
Александър Янков е сред основателите на Българската асоциация по международно право през 1962 г. и неин председател от 1982 г. Съосновател е и на Националната асоциация за международни отношения и неин несменяван председател от 1994 г.
Член е на Американската асоциация по международно право във Вашингтон (от 1966 г.), на Асоциацията по международно право в Лондон (от 1968 г.) и на нейния Изпълнителен съвет, на Френската асоциация по международно право в Париж (от 1982 г.), на Международния океанографски институт в Малта (от 1969 г.), на научния му съвет (от 1981 г.) и заместник-председател (от 1995 г.), на Секцията по социология на международните отношения в Международната социологическа асоциация и неин заместник-председател в периода 1972 – 1977 г., на Института по международно право в Брюксел (от 1979 г.), на Независимата световна комисия за океаните в Лисабон (от 1995 г.)
Чл.-кор. професор Александър Янков е гост-професор в университети във Вирджиния, Ню Йорк, Южна Каролина в САЩ, Кембридж и Оксфорд (великобритания), Далхузи (Канада), Европейския университетски институт във Флоренция, Солун и Егейската академия по морско право на о-в Родос в Гърция, Дипломатическата академия в Перу, Световния морски университет в Малмьо, Хагската академия по международно право и др.
В периода 2000 – 2005 г. е член на редакционната колегия на сп. „Правна мисъл“ и на Управителния съвет на Международната фондация „Кирил и Методий“
Народен представител в IX народно събрание (1986 – 1989) и в VII велико народно събрание (1990 – 1991), като е член на комисиите за изработване на Конституцията и за външна политика. Член е на ЦК на БКП от 1986 до 1990 г.
Член-кореспондент професор Александър Янков умира на 17 октомври 2019 г. Поклонението е в ритуалната зала на Централните софийски гробища на 20 октомври 2019 г.

## Отличия
Носител е на:
- орден „Кирил и Методий“ I ст.,
- орден „Народна република България“ I ст.[5] и
- 2 пъти орден „Стара планина“, І ст.[19][20]

Удостоен е с почетното звание доктор хонорис кауза на Бургаския свободен университет на тържествено заседание на Академичния съвет на БСУ на 5 декември 1999 г. През 2015 година е удостоен със званието доктор хонорис кауза на Софийския университет „Свети Климент Охридски“.
Получава престижната награда „Гран при“ на Националните правосъдни награди за цялостен принос към правото на 24 ноември 2018 година. и златен почетен знак на Министерството на външните работи за приноса му за развитието на българската дипломатическа служба.